# Comércio Esporte Clube
Comércio Esporte Clube foi uma agremiação esportiva da cidade de Cuiabá, Mato Grosso.

## História
O clube disputou o Campeonato de Cuiabá de Futebol entre 1936 e 1938, sendo campeão em 1936. A competição foi a antecessora do atual Campeonato Mato-Grossense de Futebol.

## Estatísticas

### Participações
| Competição  | Competição           | Temporadas | Melhor campanha | Estreia | Última | P | R |
| Mato Grosso | Campeonato de Cuiabá | 3          | Campeão (1936)  | 1936    | 1938   | – | – |